# Ornella Vanoni

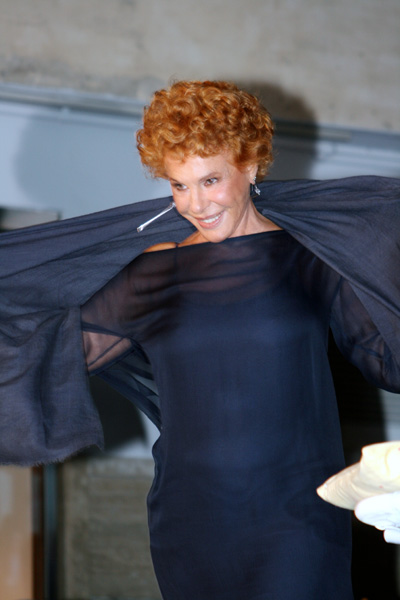
Ornella Vanoni (2007)

Ornella Vanoni (* 22. September 1934 in Mailand) ist eine italienische Sängerin und Schauspielerin.

## Leben
Die Tochter eines Pharmaunternehmers studierte in der Schweiz und konnte sich sowohl für Musik als auch für das Theater begeistern. 1953 trat sie der Schauspielakademie des Piccolo Teatro di Milano von Giorgio Strehler bei. Ihr Debüt als Sängerin hatte sie 1957 in dem Stück I Giacobini, in dem sie drei Lieder sang. Später machte sie durch Interpretation von Brecht-Songs sowie den canzoni della mala („Lieder der Unterwelt“) auf sich aufmerksam und machte Bekanntschaft mit der Zensur. 1958 veröffentlichte Vanoni ihre erste Single beim neu gegründeten Label Dischi Ricordi.
In den 1960er Jahren fand sie ihre musikalische Richtung, was ihr mithilfe von Gino Paoli gelang. Er schrieb u. a. Senza fine, das später eines ihrer erfolgreichsten Lieder werden sollte. Sie sang auch Lieder von Domenico Modugno, Burt Bacharach, Charles Aznavour und Gilbert Bécaud. 1960 heiratete sie Lucio Ardenzi, mit dem sie einen Sohn hatte; die Ehe hielt aber nur wenige Jahre. 1961 nahm sie an der Fernsehshow Canzonissima teil, 1964 am Festival di Napoli, wo sie zusammen mit Modugno und dem Lied Tu sì ’na cosa grande den ersten Platz belegte. Ein Jahr später konnte sie beim Sanremo-Festival 1965 mit Abbracciami forte das Finale erreichen; 1968 gelang ihr mit Casa Bianca ein zweiter Platz. Außerdem trat sie 1963 in der Musikkomödie Rugantino von Garinei und Giovannini auf.
Ab nun landete Vanoni regelmäßig größere Hits in den italienischen Charts. 1968 und 1969 veröffentlichte sie das zweiteilige Album Ai miei amici cantautori, in dem sie Lieder italienischer und französischer Cantautori und Chansonniers interpretierte, darunter Gino Paoli oder Luigi Tenco. In den 70er-Jahren waren den Liedern L’appuntamento und Domani è un altro giorno große Erfolge beschieden, die die Sängerin auch im Ausland bekannt machten (ersteres wurde 2004 in den Film Ocean’s 12 als Titelmusik wiederverwendet, ebenso 2014 in der Folge Der Mensch im Tier aus der österreichischen TV-Miniserie Altes Geld). 1976 arbeitete sie auf dem Album La voglia, la pazzia, l’incoscienza, l’allegria mit Toquinho und Vinícius de Moraes zusammen.
1985 nahm sie die Zusammenarbeit mit Paoli wieder auf und gestaltete eine Tour und ein neues Album mit ihm. Mit O veröffentlichte Vanoni 1986 ein Jazz-Album. In den 90er-Jahren begann sie eine Zusammenarbeit mit Produzent Mario Lavezzi, woraus Alben wie Stella nascente (1992) oder Sheherazade (1995) hervorgingen. Außerdem wurde sie 1993 mit dem Verdienstorden der Italienischen Republik in der Großoffiziersklasse geehrt. Mit dem neuen Jahrtausend wechselte sie zu Sony und brachte dort 2001 das Album E poi… la tua bocca da baciare heraus. Wieder mit Gino Paoli nahm sie 2005 das erfolgreiche Album Ti ricordi? No, non mi ricordo auf, dem auch eine weitere gemeinsame Tournee folgte. Nach dem Album Una bellissima ragazza (2007) erschien 2008 das Duett-Album Più di me.
Beim Sanremo-Festival 2009 trat Vanoni als „Patin“ der Newcomerin Simona Molinari in Erscheinung, 2011 war sie unter den Juroren der kurzlebigen Castingshow Star Academy. Nach dem Album Meticci (io mi fermo qui) kündigte die Sängerin 2013 vorerst ihren Rückzug aus der Öffentlichkeit zurück, ging jedoch weiterhin auf Tournee. Beim Sanremo-Festival 2018 ging sie schließlich zusammen mit Bungaro und Pacifico ins Rennen und belegte dort mit Imparare ad amarsi den fünften Platz. Außerdem wurde sie mit dem Sonderpreis für die beste Interpretation bedacht. Im Anschluss veröffentlichte sie das Album Un pugno di stelle. Beim Sanremo-Festival 2021 trat Vanoni im Finale als Stargast in Erscheinung, dies wiederholte sie beim Festival 2023.

## Diskografie
Anmerkung: Italienische Albumcharts setzen erst 1964 ein!

### Studioalben
- 1961 – Ornella Vanoni (Ricordi MRL 6013)
- 1963 – Rugantino (CAM CMS 30.068; mit Nino Manfredi und Aldo Fabrizi)
- 1963 – Le canzoni di Ornella Vanoni (Ricordi MRL 6035)

| Jahr | Titel Musiklabel, Katalog-Nr.                                    | Höchstplatzierung, Gesamtwochen/‑monate, AuszeichnungChartplatzierungen (Jahr, Titel, Musiklabel, Katalog-Nr., Platzierungen, Wochen/Monate, Auszeichnungen, Anmerkungen) | Höchstplatzierung, Gesamtwochen/‑monate, AuszeichnungChartplatzierungen (Jahr, Titel, Musiklabel, Katalog-Nr., Platzierungen, Wochen/Monate, Auszeichnungen, Anmerkungen) | Anmerkungen                                                 |
| Jahr | Titel Musiklabel, Katalog-Nr.                                    | IT | CH | Anmerkungen                                                 |
| ---- | ---------------------------------------------------------------- | --- | --- | ----------------------------------------------------------- |
| 1965 | Caldo                                                            | IT7 (3 Mt.)IT | — | Ricordi MRL 6042                                            |
| 1966 | Ornella Ricordi MRL 6049                                         | — | — |                                                             |
| 1967 | Ornella Vanoni Ariston AR 10016                                  | IT5 (1 Mt.)IT | — |                                                             |
| 1968 | Ai miei amici cantautori Ariston AR 10020                        | IT6 (11 Mt.)IT | — |                                                             |
| 1969 | Io sì – Ai miei amici cantautori n. 2 Ariston AR LP 12014        | IT3 (36 Wo.)IT | — |                                                             |
| 1971 | Appuntamento con Ornella Vanoni Ariston AR LP 12034              | IT5 (21 Wo.)IT | — |                                                             |
| 1972 | Un gioco senza età Ariston AR 12071                              | IT4 (28 Wo.)IT | — |                                                             |
| 1973 | Dettagli Ariston AR 12090                                        | IT2 (38 Wo.)IT | — |                                                             |
| 1973 | Ornella Vanoni e altre storie Ariston AR LP 12111                | IT3 (33 Wo.)IT | — |                                                             |
| 1974 | Quei giorni insieme a te Ariston AR LP 12123                     | IT17 (8 Wo.)IT | — |                                                             |
| 1974 | A un certo punto… Vanilla OVL 2001                               | IT2 (27 Wo.)IT | — |                                                             |
| 1974 | La voglia di sognare Vanilla OVL 2002                            | IT6 (24 Wo.)IT | — |                                                             |
| 1975 | Uomo mio bambino mio Vanilla OVL 2003                            | IT5 (20 Wo.)IT | — |                                                             |
| 1976 | La voglia, la pazzia, l’incoscienza, l’allegria Vanilla OVL 2005 | IT6 (23 Wo.)IT | — |                                                             |
| 1976 | Più Vanilla OVL 2006                                             | IT5 (20 Wo.)IT | — |                                                             |
| 1977 | Io fuori / Io dentro Vanilla OVL 2008/2009                       | IT7 (18 Wo.)IT | — |                                                             |
| 1978 | Vanoni Vanilla OVL 2011                                          | IT9 (21 Wo.)IT | — |                                                             |
| 1980 | Ricetta di donna CGD Vanilla 20227                               | IT11 (23 Wo.)IT | — |                                                             |
| 1981 | 2301 parole CGD Vanilla 20272                                    | IT6 (16 Wo.)IT | — |                                                             |
| 1982 | Oggi le canto così CGD Vanilla 20218/20217                       | IT23 (2 Wo.)IT | — |                                                             |
| 1983 | Uomini CGD 20376                                                 | IT8 (11 Wo.)IT | — |                                                             |
| 1986 | Ornella &… CGD 21219                                             | IT6 (15 Wo.)IT | — |                                                             |
| 1987 | O CGD 20688                                                      | IT17 (4 Wo.)IT | — |                                                             |
| 1989 | Il giro del mio mondo CGD Vanilla 20905                          | IT13 (9 Wo.)IT | — |                                                             |
| 1992 | Stella nascente CGD                                              | IT14 (11 Wo.)IT | — |                                                             |
| 1995 | Sheherazade CGD                                                  | IT16 (15 Wo.)IT | — |                                                             |
| 1997 | Argilla CGD East West                                            | IT12 (2 Wo.)IT | — |                                                             |
| 2001 | Un panino una birra e poi… CGD East West                         | IT8 (16 Wo.)IT | — | Erstveröffentlichung: Februar 2001                          |
| 2001 | E poi… la tua bocca da baciare Epic (SME)                        | IT19 (21 Wo.)IT | — |                                                             |
| 2002 | Sogni proibiti Epic (SME)                                        | IT15 (7 Wo.)IT | — |                                                             |
| 2003 | Noi, le donne noi Epic (SME)                                     | IT19 (6 Wo.)IT | — |                                                             |
| 2004 | Ti ricordi? No, non mi ricordo Columbia (SME)                    | IT3 (26 Wo.)IT | — | mit Gino Paoli                                              |
| 2007 | Una bellissima ragazza Epic (Sony BMG)                           | IT9 Gold · (9 Wo.)IT | — | Erstveröffentlichung: 28. September 2007 Verkäufe: + 35.000 |
| 2008 | Più di me Epic (Sony BMG)                                        | IT3 Gold · (41 Wo.)IT | CH72 (2 Wo.)CH | Erstveröffentlichung: 17. Oktober 2008 Verkäufe: + 35.000   |
| 2009 | Più di te Epic (SME)                                             | IT11 (15 Wo.)IT | — | Erstveröffentlichung: 13. November 2009                     |
| 2013 | Meticci (io mi fermo qui) Columbia (SME)                         | IT6 (8 Wo.)IT | — | Erstveröffentlichung: 6. September 2013                     |
| 2018 | Un pugno di stelle Sony                                          | IT23 (6 Wo.)IT | — | Erstveröffentlichung: 9. Februar 2018                       |
| 2021 | Unica BMG Rights Management                                      | IT3 (10 Wo.)IT | CH54 (1 Wo.)CH | Erstveröffentlichung: 29. Januar 2021                       |
| 2024 | Diverse BMG Rights Management                                    | IT13 (2 Wo.)IT | — | Erstveröffentlichung: 18. Oktober 2024 Remixalbum           |

grau schraffiert: keine Chartdaten aus diesem Jahr verfügbar

### Livealben
| Jahr | Titel Musiklabel, Katalog-Nr.                                      | Höchstplatzierung, Gesamtwochen, AuszeichnungChartsChartplatzierungen (Jahr, Titel, Musiklabel, Katalog-Nr., Platzierungen, Wochen, Auszeichnungen, Anmerkungen) | Anmerkungen    |
| Jahr | Titel Musiklabel, Katalog-Nr.                                      | IT | Anmerkungen    |
| ---- | ------------------------------------------------------------------ | --- | -------------- |
| 1971 | Ah, l’amore, l’amore, quante cose fa fare l’amore Ariston AR 12050 | IT4 (36 Wo.)IT |                |
| 1985 | Vanoni/Paoli… insieme CGD 21213                                    | IT3 (17 Wo.)IT | mit Gino Paoli |
| 1999 | … adesso CGD                                                       | IT26 (4 Wo.)IT |                |
| 2005 | Vanoni Paoli live 2005 Columbia (SME)                              | IT15 (14 Wo.)IT | mit Gino Paoli |
| 2010 | Ornella Vanoni live al Blue Note Columbia (SME)                    | IT20 (5 Wo.)IT |                |

### Kompilationen (Auswahl)
| Jahr | Titel Musiklabel, Katalog-Nr.               | Höchstplatzierung, Gesamtwochen, AuszeichnungChartsChartplatzierungen (Jahr, Titel, Musiklabel, Katalog-Nr., Platzierungen, Wochen, Auszeichnungen, Anmerkungen) | Anmerkungen    |
| Jahr | Titel Musiklabel, Katalog-Nr.               | IT | Anmerkungen    |
| ---- | ------------------------------------------- | --- | -------------- |
| 1972 | Vanoni Hits Ariston AR 12068                | IT16 (6 Wo.)IT |                |
| 1972 | L’amore Ariston AR 12080                    | IT4 (29 Wo.)IT |                |
| 1985 | Vanoni/Paoli… sempre Ariston                | IT20 (5 Wo.)IT | mit Gino Paoli |
| 1986 | Mina/Ornella CGD                            | IT21 (3 Wo.)IT | mit Mina       |
| 1992 | Un altro appuntamento RTI Music             | IT17 (2 Wo.)IT |                |
| 2003 | Le più belle canzoni CGD East West / Warner | IT13 (7 Wo.)IT |                |
| 2008 | Le più belle canzoni di Ornella Vanoni –    | IT99 (2 Wo.)IT |                |
| 2014 | Più di me più di te più di tutto Sony       | IT51 (3 Wo.)IT |                |

### Singles (Auswahl)
| Jahr | Titel Album                                        | Höchstplatzierung, Gesamtwochen, AuszeichnungChartsChartplatzierungen (Jahr, Titel, Album, Platzierungen, Wochen, Auszeichnungen, Anmerkungen) | Anmerkungen |
| Jahr | Titel Album                                        | IT | Anmerkungen |
| ---- | -------------------------------------------------- | --- | --- |
| 1961 | Cercami Ornella Vanoni                             | IT6 (10 Wo.)IT | Ricordi SRL 10.217 B-Seite: Un grido                                                                                      |
| 1963 | Anche se Le canzoni di Ornella Vanoni              | IT12 (2 Wo.)IT | Ricordi SRL 10.284 (erschienen 1962) B-Seite: Attento a te                                                                |
| 1963 | Coccodrillo Le canzoni di Ornella Vanoni           | IT15 (1 Wo.)IT | Ricordi SRL 10.325 A-Seite: Mario                                                                                         |
| 1964 | Tu sì ’na cosa grande Caldo                        | IT6 (5 Wo.)IT | Ricordi SRL 10.357 B-Seite: Ammore mio                                                                                    |
| 1965 | Abbracciami forte Caldo                            | IT4 (4 Wo.)IT | Ricordi SRL 10.365 B-Seite: Non voglio più                                                                                |
| 1966 | Io ti darò di più Ornella                          | IT6 (7 Wo.)IT | Ricordi SRL 10.416 B-Seite: Splendore nell’erba                                                                           |
| 1967 | La musica è finita Ornella Vanoni                  | IT15 (2 Wo.)IT | Ariston AR 0190 B-Seite: Un uomo                                                                                          |
| 1968 | Casa Bianca Appuntamento con Ornella Vanoni        | IT5 (8 Wo.)IT | Ariston AR 0244 B-Seite: Serafino                                                                                         |
| 1969 | Una ragione di più Appuntamento con Ornella Vanoni | IT14 (11 Wo.)IT | Ariston AR 0315 B-Seite: Quando arrivi tu                                                                                 |
| 1969 | Mi sono innamorata di te Ai miei amici cantautori  | IT20 (3 Wo.)IT | Ariston AR 0329 B_Seite: Ritornerai Original von Luigi Tenco                                                              |
| 1970 | In questo silenzio Appuntamento con Ornella Vanoni | IT24 (1 Wo.)IT | Ariston AR 0331 B-Seite: Il mio coraggio                                                                                  |
| 1970 | Eternità Appuntamento con Ornella Vanoni           | IT13 (8 Wo.)IT | Ariston AR 0353 B-Seite: Sto con lui                                                                                      |
| 1970 | Mi piaci mi piaci Appuntamento con Ornella Vanoni  | IT15 (9 Wo.)IT | Ariston AR 0335 B-Seite: Quale donna vuoi da me?                                                                          |
| 1970 | L’appuntamento Appuntamento con Ornella Vanoni     | IT1 Gold (2023) · (23 Wo.)IT | Ariston AR 0368 B-Seite: Uomo, uomo Verkäufe: + 50.000                                                                    |
| 1971 | Domani è un altro giorno Un gioco senza età        | IT2 Gold (2024) · (19 Wo.)IT | Ariston AR 0520 B-Seite: C’è qualcosa che non sai Verkäufe: + 50.000; Original: The Wonders You Perform von Tammy Wynette |
| 1972 | Il tempo d’impazzire –                             | IT9 (9 Wo.)IT | Ariston AR 0528 B-Seite: Variante                                                                                         |
| 1972 | Che barba amore mio –                              | IT10 (12 Wo.)IT | Ariston AR 0544 B-Seite: Il mio mondo d’amore                                                                             |
| 1972 | Il padrino –                                       | IT20 (9 Wo.)IT | Ariston AR 0555 A-Seite: Parla più piano                                                                                  |
| 1972 | Io, una donna Dettagli                             | IT23 (4 Wo.)IT | Ariston AR 0567 B-Seite: E così per non morire                                                                            |
| 1973 | Ma come ho fatto Dettagli                          | IT16 (12 Wo.)IT | Ariston AR 0560 B-Seite: La casa nel campo                                                                                |
| 1973 | Dettagli                                           | IT12 (22 Wo.)IT | Ariston AR 0600 A-Seite: Pazza d’amore                                                                                    |
| 1973 | Pazza d’amore Dettagli                             | IT22 (4 Wo.)IT | Ariston AR 0600 B-Seite: Dettagli                                                                                         |
| 1973 | Sto male Ornella Vanoni e altre storie             | IT18 (6 Wo.)IT | Ariston AR 0610 B-Seite: Superfluo Original: Je suis malade von Serge Lama                                                |
| 1974 | Stupidi A un certo punto…                          | IT20 (5 Wo.)IT | Vanilla, OV 001 B-Seite: La gente e me                                                                                    |
| 1975 | La voglia di sognare                               | IT19 (5 Wo.)IT | Vanilla, OV 004 B-Seite: Guardo, guardo e guardo                                                                          |
| 1975 | Uomo mio, bambino mio                              | IT20 (9 Wo.)IT | Vanilla, OV 006 B-Seite: Canta canta                                                                                      |
| 1976 | Non sai fare l’amore Uomo mio, bambino mio         | IT24 (1 Wo.)IT | Vanilla, OV 007 B-Seite: Fili                                                                                             |
| 1977 | Più                                                | IT4 (18 Wo.)IT | Vanilla, OV 008 B-Seite: Dimmi almeno se                                                                                  |
| 1977 | Domani no Io fuori                                 | IT19 (2 Wo.)IT | Vanilla, OV 014 B-Seite: Ti voglio                                                                                        |
| 1980 | Innamorarsi Ricetta di donna                       | IT20 (4 Wo.)IT | CGD 10277 B-Seite: Il telefono                                                                                            |
| 2008 | Solo un volo Più di me                             | IT3 (10 Wo.)IT | mit Eros Ramazzotti |
| 2008 | Amiche mai Più di me                               | IT36 (1 Wo.)IT | mit Mina |
| 2008 | Una ragione di più Più di me                       | IT47 (2 Wo.)IT | mit Giusy Ferreri |
| 2010 | Amore a prima vista Croce e delizia                | IT10 (4 Wo.)IT | Simona Molinari feat. Ornella Vanoni                                                                                      |
| 2016 | Hai una vita ancora Il senso della vita            | IT37 (2 Wo.)IT | Ghost feat. Ornella Vanoni                                                                                                |
| 2018 | Imparare ad amarsi Un pugno di stelle              | IT27 (2 Wo.)IT | mit Bungaro und Pacifico                                                                                                  |
| 2021 | Toy Boy –                                          | IT92 (1 Wo.)IT | Erstveröffentlichung: 2. Juli 2021 mit Colapesce und Dimartino                                                            |
| 2024 | Sant’allegria (Jack Sani Remix) –                  | IT17 (44 Wo.)IT | Erstveröffentlichung: 26. Juli 2024                                                                                       |

Weitere Singles
- 1997: Sant’allegria (IT: Gold (2024) )

## Filmografie
- 1959: Ragazzi del Juke-Box
- 1961: Romulus und Remus (Romolo e Remo)
- 1962: Insel der verbotenen Liebe (L’isola di Arturo)
- 1962: Ritt in die Freiheit (Col ferro e col fuoco)
- 1964: Amori pericolosi
- 1966: Laß die Finger von der Puppe (Europa canta)
- 1979: I viaggiatori della sera
- 2015: Ma che bella sorpresa

## Belege
1. ↑  Vanoni Sig.ra Ornella. In: Quirinale.it. Präsident der Italienischen Republik, abgerufen am 18. März 2018 (italienisch).
2. 1 2 3  Chartquellen (Alben):
  - Guido Racca: M&D Borsa Album 1964-2019. Selbstverlag, 2019, ISBN 978-1-09-470500-2, S. 301 f.
  - Guido Racca & Chartitalia: Top 100 FIMI Album. Lulu, 2013, S. 180 f.
  - Alben von Ornella Vanoni. In: Italiancharts.com. Hung Medien, abgerufen am 2. Juli 2018.
  - Alben von Ornella Vanoni. In: Hitparade.ch. Hung Medien, abgerufen am 16. März 2018.
3. 1 2 3 4  Ornella Vanoni, certificazioni. FIMI, abgerufen am 3. April 2023 (italienisch).
4. ↑  Chartquellen (Singles):
  - M&D-Chartarchiv. Musica e dischi, archiviert vom Original (nicht mehr online verfügbar) am 24. Juli 2017; abgerufen am 16. März 2018 (italienisch, kostenpflichtiger Abonnement-Zugang).  Info: Der Archivlink wurde automatisch eingesetzt und noch nicht geprüft. Bitte prüfe Original- und Archivlink gemäß Anleitung und entferne dann diesen Hinweis.
  - Guido Racca & Chartitalia: Top 100 FIMI Singoli. Lulu, 2013, S. 156, 123.
  - Archivio classifiche Top Singoli. FIMI, abgerufen am 16. März 2018 (italienisch).

| Personendaten    | Personendaten                            |
| ---------------- | ---------------------------------------- |
| NAME             | Vanoni, Ornella                          |
| KURZBESCHREIBUNG | italienische Sängerin und Schauspielerin |
| GEBURTSDATUM     | 22. September 1934                       |
| GEBURTSORT       | Mailand                                  |